# لاركن جولدسميث ميد
لاركن جولدسميث ميد (بالإنجليزية: Larkin Goldsmith Mead)‏ هو رسام توضيحي أمريكي، ولد في 3 يناير 1835 في تشيسترفيلد في الولايات المتحدة، وتوفي في 15 أكتوبر 1910 في فلورنسا في إيطاليا.